# 42.º Batallón Aéreo de Reemplazo
El 42.º Batallón Aéreo de Reemplazo (42. Flieger-Ersatz-Abteilung) fue una unidad de la Luftwaffe de la Alemania nazi.

## Historia
Fue formado el 1 de octubre de 1936 en Schönwalde a partir de la Instrucción Aérea Stelle Hennigsdorf. El 1 de abril de 1937 es reasignado al 12.º Batallón Aéreo de Reemplazo. Reformado el 1 de noviembre de 1938 en Stade a partir del 47° Batallón Aéreo de Reemplazo. El 1 de abril de 1939 es reasignado al I Batallón de Instrucción del 42° Regimiento de Instrucción Aérea.

## Comandantes
- Coronel Wolf Freiherr von Biedermann (1 de noviembre de 1938-1 de abril de 1939).